# Josef Křepela
 Josef Křepela  (22. ledna 1924 – 1. dubna 1974) byl československý basketbalista. Hrál za družstva ŠK Bratislava, Blesk Bratislava, ÚDA Praha (1950–1951), Slovan Bratislava.
Československo reprezentoval na mistrovství Evropy v basketbale mužů 1946 v Ženevě a na letních olympijských hrách 1948 v Londýně, kde s národním týmem skončil v olympijské basketbalové soutěži na 7. místě. S reprezentačním družstvem získal zlaté medaile v roce 1946 na evropském šampionátu, kde byl nejlepšísm střelcem reprezentačního družstva a ve finálovém zápase s Itálií (34:32) zaznamenal 15 bodů. Byl nejlepším hráčem (MVP) Mistrovství Evropy 1946. Je zařazen na čestné listině mistrů sportu.
Po skončení basketbalové kariéry byl novinářem.

## Hráčská kariéra
kluby
- YMCA (Blesk) Bratislava, ŠK Bratislava, ÚDA Praha (1950–1951), Slovan Bratislava

reprezentace
- 12 utkání za Československo (1946–1948), celkem 79 bodů

úspěchy
- mistr Evropy 1946 (Ženeva), 4 zápasy, 31 bodů, nejlepší střelec Československa
- MVP na Mistrovství Evropy 1946
- Olympijské hry 1948 (Londýn 7. místo), 8 zápasů, 48 bodů